# 4 Years, 6 Months, 2 Days
"4 Years, 6 Months, 2 Days" er det første afsnit i sæson fem af One Tree Hill, og det niogfirsende afsnit i hele serien. Afsnittet havde premiere på The CW den 8. januar 2008. Første afsnit, "4 Years, 6 Months, 2 Days", og andet afsnit, "Racing Like a Pro" blev begge vist lige efter hinanden. De blev ikke vist på seriens sædvanlige tidspunkt, og først efter afsnit et og to, blev serien flyttet til dens sædvanlige tidspunkt.
Afsnittet introducere personerne efter universitetet, hvor de alle vender hjem til den fiktive by, Tree Hill.
Afsnittet er skrevet af Mark Schwahn, som er skaberen af serien. Det blev instrueret af Greg Prange, som normalt instruere de afsnit som Mark Schwahn skriver. I USA blev afsnittet udgivet på iTunes og Amazon Unbox som en gratis download. Senere kom det til at koste 1,99$.
Afsnittet indeholder musik fra Jackson Waters, The National, Yellowcard, Black Rebel Motorcycle Club, og Kelly Clarkson.

## Fodnoter
1. ↑  Sæson 5 start i Danmark Arkiveret 3. juni 2008 hos  Wayback Machine Hentet fra ONTV
2. ↑  http://www.variety.com/article/VR1117965137.html?categoryid=14&cs=1 Arkiveret 22. juli 2010 hos  Wayback Machine CW announces fall schedule
3. 1 2  "Shows – One Tree Hill – Episode Guide – 4 Years, 6 Months, 2 Days". Arkiveret fra originalen 12. januar 2008. Hentet 3. august 2008.
4. ↑  "Amazon.com: 4 Years, 6 Months, 2 Days: Greg Prange,Mark Schwahn,Michael Tollin,Brian Robbins,Joe Davola: Unbox Video". Arkiveret fra originalen 22. juni 2008. Hentet 3. august 2008.